# Дом Акимова
Дом В. А. Акимова — историческое здание Саратова. В этом доме неоднократно бывал и познакомился со своей будущей женой Н. Г. Чернышевский. Снесён.

## История
26 января 1853 года в доме саратовского брандмейстера В. А. Акимова, участника русско-турецкой и Отечественной войны 1812 года, Чернышевский познакомился со своей будущей женой Ольгой Сократовной Васильевой, дочерью врача.
Дом на Московской, 5 попал в вилку между старым и новым генпланом Саратова. По старому генплану дом подлежал сносу. Когда была принята новая концепция генплана, снос уже, по-видимому, в 1997 году, состоялся.
Обсуждаются планы по восстановлению важного для формирования архитектурно-исторической среды города памятника.